# (35762) 1999 HF2
1999 إتش أف 2 (ويعرف أيضًا باسم (35762) 1999 إتش أف 2 وفق تسمية الكوكب الصغير) (بالإنجليزية: 1999 HF2)‏ هو كويكب ضمن حزام الكويكبات؛ وترتيبه 35762 من حيث الاكتشاف.
اكتُشف هذا الجُرم الفلكي بواسطة Mario Jurić ‏ في 20 أبريل 1999.

## وصلات خارجية
- (35762) 1999 HF2 في قاعدة بيانات مختبر الدفع النفاث لأجرام النظام الشمسي الصغيرة

- الاكتشاف · مخطط المدار ·  العناصر المدارية · المعلمات المادية

- (35762) 1999 HF2 على موقع ويكي سكاي: DSS2, SDSS, GALEX, IRAS, Hydrogen α, X-Ray, Astrophoto, Sky Map, Articles and images